# Mezinárodní letiště Che-fej Sin-čchiao
Mezinárodní letiště Che-fej Sin-čchiao (čínsky v českém přepisu Che-fej Sin-čchiao kuo-ťi ťi-čchang, pchin-jinem Héféi Xīnqiáo Guójì Jīchǎng, znaky zjednodušené 合肥新桥国际机场, IATA: HFE, ICAO: ZSOF) je mezinárodní letiště u Che-feje, správního střediska v provincie An-chuej v Čínské lidové republice. Leží ve vzdálenosti přibližně třiceti kilometrů severozápadně od centra Che-feje v okrese Fej-si.
Bylo postaveno v letech 2008–2013 a v roli hlavního chefejského letiště nahradilo starší mezinárodní letiště Che-fej Luo-kang.